# Escaneo cónico

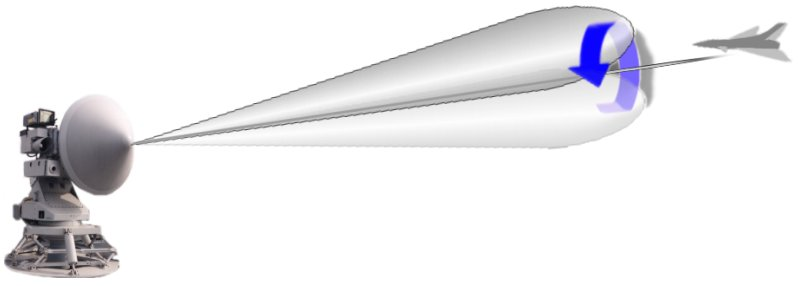
Concepto de escaneo cónico. El haz de radar gira en un pequeño círculo alrededor del eje de "puntería", que apunta al objetivo.

El escaneo cónico es un sistema utilizado en las primeras unidades de radar para mejorar su precisión, además de facilitar la dirección adecuada de la antena para apuntar a un objetivo. El escaneo cónico es similar en concepto al concepto anterior de conmutación de lóbulos utilizado en algunos de los primeros radares, y muchos ejemplos de conjuntos de conmutación de lóbulos se modificaron en el campo para realizar escaneos cónicos durante la Segunda Guerra Mundial, en particular el radar Würzburg. El guiado de la antena puede realizarse de forma totalmente automática, como en el americano SCR-584. Los posibles modos de fallo y la susceptibilidad a interferencias por engaño llevaron a la sustitución de los sistemas de escaneo cónico por radares monopulsos. Todavía son utilizados por la Red del Espacio Profundo para mantener enlaces de comunicaciones con sondas espaciales. Las sondas Pioneer 10 y Pioneer 11 estabilizadas por giro utilizaron maniobras de escaneo cónico a bordo para rastrear la Tierra en su órbita.